# Liceum Ogólnokształcące im. mjr. Henryka Sucharskiego w Myszkowie
Liceum Ogólnokształcące im. mjr. Henryka Sucharskiego w Myszkowie – liceum ogólnokształcące w Myszkowie, w województwie śląskim.

## Historia
Liceum powołano 1 września 1951 roku,  jako Szkoła Ogólnokształcąca Koedukacyjna Stopnia Podstawowego i Licealnego zgodnie z Instrukcją Programową wprowadzającą nowy ustrój szkolny w Polsce. W roku 1952 szkoła została przeniesiona do nowo zbudowanego budynku przy ul. Kościuszki, który dzieliła ze Szkołą Podstawową nr 3. W roku 1964 szkole nadano nazwę liceum ogólnokształcące i stała się samodzielną jednostką. W październiku 1985 patronat nad szkołą obejmuje ZPW „WARTEX”. 10 października 1987 nadano szkole imię mjra Henryka Sucharskiego. 1 września 1989 liceum zostało przeniesione do obecnego budynku przy ul. 11 Listopada 19, w miejsce Szkoły Podstawowej nr 5. W roku 1993 wprowadzono grupy międzyoddziałowe o poszerzonej liczbie godzin lekcyjnych z poszczególnych przedmiotów. W roku 1994 oddano do użytku 3 dobudowane do budynku szkoły segmenty, natomiast 1 września 2001 oddano halę sportową, która została zbudowana przy udziale Totalizatora Sportowego.

### Dyrektorzy szkoły
- Stefan Cieśla (1951–1954)
- Jan Sobański (1954–1955)
- Józef Sitkiewicz (1955–1965)
- Jerzy Gołdyn (1965–1968)
- Ludwik Oskwarek (1968–1973)
- Jan Kot (1973–1991)
- Aleksander Surma (1991–2016)
- Jacek Trynda (2016–2021)
- Izabela Skabek (od 2021)

## Znani absolwenci
- Jarosław Lasecki – polityk, menedżer i przedsiębiorca
- Kazimierz Miroszewski – historyk, dziekan Wydziału Nauk Społecznych UŚ
- Marcin Pilis – pisarz, autor powieści i opowiadań
- Adam Szustak OP – dominikanin, autor książek i audiobooków, vloger[2]
- Rafał Woś – dziennikarz i publicysta ekonomiczny

## Znani nauczyciele
- Adam Starostka – lekkoatleta, olimpijczyk